# Кенова (Западна Вирџинија)
Кенова (енгл. Kenova) град је у америчкој савезној држави Западна Вирџинија.

## Демографија
По попису из 2010. године број становника је 3.216, што је 269 (-7,7%) становника мање него 2000. године.
| Група             | 2000.         | 2010.         |
| Белци             | 3.451 (99,0%) | 3.153 (98,0%) |
| Афроамериканци    | 8 (0,2%)      | 5 (0,2%)      |
| Азијати           | 2 (0,1%)      | 2 (0,1%)      |
| Хиспаноамериканци | 7 (0,2%)      | 31 (1,0%)     |
| Укупно            | 3.485         | 3.216         |